# Eliza Ann Grier
Eliza Anna Grier (1864 Mecklenburg – 1902 Charlotte) byla americká lékařka a první Afroameričanka s licencí praktikovat medicínu ve státě Georgie.

## Životopis
Eliza Anna Grier se narodila v okrese Mecklenburg v Severní Karolíně v roce 1864. Její rodiče byli Emily a George Washington Grier. Ačkoli se narodila poté co vstoupila v platnost proklamace o zrovnoprávnění, v části Severní Karolíny, kde se nenacházela posádka armády Unie, byla prakticky otrokyní. Osvobozena byla až na konci války. Později se přestěhovala do Nashvillu ve státě Tennessee, aby studovala pedagogiku na Fiskově univerzitě. Aby si mohla dovolit studia, střídala každý rok výuky s prací. Ke studiu nastoupila v roce 1884 a promovala v roce 1891.
Grier v roce 1890 napsala na Ženskou lékařskou fakultu v Pensylvánii, aby vysvětlila, že má málo peněz a vyzvěděla jestli je „pro osvobozenou otrokyni možné získat nějakou pomoc se vstupem do tak vznešené profese”. Fakulta ji přijala v roce 1893 a stejně jako předtím, Grier střídavě studovala a pracovala, aby se uživila. Rok pracovala jako sběračka bavlny, aby další rok zvládla zaplatit studia. Promovala za sedm let.
Po promoci v roce 1897 se přestěhovala do Atlanty v Georgii a zažádala o licenci praktikovat medicínu v okrese Fulton, čímž se stala první Afroameričankou, která získala lékařskou licenci ve státě Georgia. Grier si v Atlantě založila lékařskou praxi se specializací na gynekologii a porodnictví.
Byla citována, když prohlásila: „Když vidím barevnou ženu, která dělá všechnu práci kolem porodů a veškerý zisk jde do kapsy nějakého bílého doktora, který se na ní sotva podívá, ptám se sama sebe, proč bych neměla dostat zaplaceno já. Kvůli tomu jsem studovala. Šla jsem do Filadelfie, těžce studovala medicínu, získala titul a šla do Atlanty, kde jsem žila celý svůj život a praktikovala svou profesi. Uvítali mě někteří z nejlepších bílých doktorů ve městě, kteří mi řekli, že mi dají šanci v této profesi. To je vše co žádám.”
Během této doby také doplňovala svůj příjem výukou. V roce 1901 jen tři roky poté co otevřela svou praxi, onemocněla a nebyla schopná pracovat. Napsala sufražetce Susan B. Anthony s žádostí o pomoc s finančními potížemi. Anthony nebyla v pozici, kdy jí mohla finančně pomoci, ale kontaktovala jejím jménem Ženskou lékařskou fakultu. Grier se přestěhovala do Albany v Georgii, kde žil a pracoval její bratr Richard Edgar Grier, který byl také lékař. Zemřela v roce 1902, jen pět let poté co začala praktikovat medicínu. Byla pohřbena v Charlotte v Severní Karolíně.